# Dacrydium leptophyllum
Dacrydium leptophyllum é uma espécie de conífera da família Podocarpaceae.
Apenas pode ser encontrada no seguinte país: Indonésia.